# Fanfulla (attore)
Fanfulla, pseudonimo di Luigi Visconti (Roma, 26 febbraio 1913 – Bologna, 5 gennaio 1971), è stato un attore, comico e trasformista italiano.

## Biografia
Figlio dell'attrice Mercedes Menolesi detta Diavolina, e non legato da parentela alla famiglia nobiliare dei Visconti, dalla metà degli anni quaranta fino alla fine degli anni cinquanta Fanfulla fu un celebre comico del teatro di varietà, acclamato per il suo stile ora brillante ora sornione. Celebri erano i suoi cambi d'abito tra una scena e l'altra: abiti sempre sgargianti, particolari e di diverso colore.
Nel cinema lavorò solo in ruoli marginali, interpretando, a partire dal 1951, un buon numero di pellicole, spesso di genere brillante, come Totò e Marcellino di Antonio Musu (1958), Il vigile di Luigi Zampa (1960), Il mattatore di Dino Risi (1960), Risate di gioia di Mario Monicelli (1960), nel ruolo di Spizzico, Il ladro di Bagdad di Arthur Lubin e Bruno Vailati (1961) e Che gioia vivere di René Clément (1961).
Nel 1969 fu scelto da Federico Fellini per prendere parte al suo Fellini Satyricon, in cui Fanfulla interpretò il greve comico Vernacchio, ruolo questo che gli valse un Nastro d'Argento. 
L'anno seguente, sempre con Fellini, avrebbe girato il film televisivo I clowns: fu proprio durante le riprese che emersero sospetti sul fatto che soffrisse di cuore, poiché spesso visibilmente affaticato. Tuttavia il comico non rivelò a nessuno i suoi problemi di salute. Il finale del film, caratterizzato da uno splendido e struggente assolo di tromba (stesso strumento protagonista in "La strada"), suonato in occasione di un finto funerale di un clown, fu purtroppo il preludio a quello vero dell'attore: il 5 gennaio 1971, subito dopo le riprese, morì d'infarto a soli 57 anni in un albergo di Bologna, mentre era in tournée con la sua compagnia di avanspettacolo. È sepolto nel cimitero romano del Verano.

## Citazioni
- Nel film Polvere di stelle (1973) di e con Alberto Sordi, ambientato durante la seconda guerra mondiale, l'attore viene omaggiato in apertura: è visibile, infatti, una locandina con il suo volto e nome all'ingresso di un teatro, che pubblicizzava uno dei suoi numerosi spettacoli.

## Filmografia parziale
- Era lui, si, si!, regia di Marino Girolami (1951)
- Tizio Caio Sempronio, regia di Marcello Marchesi, Vittorio Metz e Alberto Pozzetti (1951)
- Un ladro in paradiso, regia di Domenico Paolella (1952)
- È arrivato l'accordatore, regia di Duilio Coletti (1952)
- Canto per te, regia di Marino Girolami (1953)
- Vacanze a Villa Igea, regia di Massimo Alviani (1954)
- La ragazza di Via Veneto, regia di Marino Girolami (1955)
- Totò, Peppino e le fanatiche, regia di Mario Mattòli (1958)
- Totò e Marcellino, regia di Antonio Musu (1958)
- Totò a Parigi, regia di Camillo Mastrocinque (1958)
- La Pica sul Pacifico, regia di Roberto Bianchi Montero (1959)
- Il mondo dei miracoli, regia di Luigi Capuano (1959)
- Il figlio del corsaro rosso, regia di Primo Zeglio (1959)
- Morte di un amico, regia di Franco Rossi (1959)
- Il mattatore, regia di Dino Risi (1960)
- Caccia al marito, regia di Marino Girolami (1960)
- Un amore a Roma, regia di Dino Risi (1960)
- Apocalisse sul fiume giallo, regia di Renzo Merusi (1960)
- Il vigile, regia di Luigi Zampa (1960)
- Maciste contro Ercole nella valle dei guai, regia di Mario Mattoli (1961)
- Il ladro di Bagdad, regia di Arthur Lubin e Bruno Vailati (1961)
- Il carabiniere a cavallo, regia di Carlo Lizzani (1961)
- Caccia all'uomo, regia di Riccardo Freda (1961)
- I magnifici tre, regia di Giorgio Simonelli (1961)
- Che gioia vivere, regia di René Clément (1961)
- Che femmina!! e... che dollari!, regia di Giorgio Simonelli (1961)
- Rocco e le sorelle, regia di Giorgio Simonelli (1961)
- Gerarchi si muore, regia di Giorgio Simonelli (1962)
- Gli anni ruggenti, regia di Luigi Zampa (1962)
- I tre nemici, regia di Giorgio Simonelli (1962)
- Il criminale, regia di Marcello Baldi (1962)
- Un marito in condominio, regia di Angelo Dorigo (1963)
- Siamo tutti pomicioni, regia di Marino Girolami (1963)
- Esame di guida, regia di Denys de La Patellière (1963)
- Una storia di notte, regia di Luigi Petrini (1964)
- Granada, addio!, regia di Marino Girolami (1967)
- Omicidio per appuntamento, regia di Mino Guerrini (1967)
- Fellini Satyricon, regia di Federico Fellini (1969)
- Ninì Tirabusciò, la donna che inventò la mossa, regia di Marcello Fondato (1970)
- I clowns, regia di Federico Fellini (1970)

## Prosa televisiva Rai
- La voce nel bicchiere, originale televisivo, di Leopoldo Cuoco e Gianni Isidori, regia di Anton Giulio Majano, trasmessa il 17 gennaio 1961.

## Serie televisive
- Stasera Fernandel, episodio Una tranquilla villeggiatura, regia di Camillo Mastrocinque (1969)

### Doppiatori
- Luigi Pavese in È arrivato l'accordatore, Caccia al marito, Cacciatore di dote
- Guido Notari in Tizio, Caio e Sempronio
- Carlo Romano in La ragazza di via Veneto
- Renato Turi in Totò, Peppino e le fanatiche
- Pino Locchi in Totò e Marcellino
- Nando Gazzolo in I magnifici tre
- Mario Colli in I tre nemici
- Carlo Croccolo in Fellini Satyricon